# Garrufo
Garrufo è una frazione del Comune di Sant'Omero, in provincia di Teramo.

## Geografia fisica
Situato nella Val Vibrata, il centro abitato, il cui sviluppo urbano è molto recente, è posto ad ovest del capoluogo comunale, lungo la S.S. 259 "Vibrata", circa 3 km più a valle di Paolantonio, frazione del comune di Sant'Egidio alla Vibrata.

## Storia
Il toponimo deriva dall'altomedievale Castrum Rufi, cioè "sito fortificato di Rufo", dal nome del nobile romano Lucio Tario Rufo, che si stabilì per primo sul territorio Garrufese ed al quale sono intitolate la vecchia piazza ed una via del paese.

Nel 798 "Carrufa" fa parte del Contado Ascolano. Nel 1067 il feudatario Guglielmo figlio di Odemondo
concede la "Rocca di Carrufa" al Vescovo di Ascoli Bernardo II. 
Lo sviluppo urbano è molto recente perché la maggior parte dei terreni dove si sviluppa ora Garrufo erano di proprietà di grandi possidenti terrieri famosi nel territorio, i Fattori, per i quali lavoravano molti degli ormai anziani cittadini di Garrufo.